# علاء الدين علي الآرتيني
علاء الدين علي (كانون الثاني 1353 - آب 1380 م) كان ثالث سلطان من سلاطين بني آرتين، حكم من عام 1366 م حتى وفاته. ورث العرش في سن مبكرة جدًا، وأُبعد عن الشؤون الإدارية. اتسم بشغفه الشديد بالملذات الشخصية، مما أضعف سلطته لاحقًا. وخلال فترة حكمه، تمتع الأمراء في عهد بني آرتين باستقلالية كبيرة، واستمرت الدولة في الانكماش مع استيلاء القوى المجاورة على عدة مدن. فخضعت العاصمة قيصرية مؤقتًا لسيطرة القرمان. وارتقى القاضي برهان الدين إلى السلطة كوزير جديد، وأرسل عليًا لقيادة عدة حملات، معظمها باءت بالفشل. وتوفي علي بالطاعون في كازوفا في حملة لإخضاع شاد قلدي أمير أماسية.

## الخلفية
كان جد علي لأبيه علاء الدين آرتين ضابطًا من أصل إيغوري في البداية خدم جوبان وابنه تيمورتاش. وانتقل إلى الأناضول بعد تعيين تيمورتاش حاكمًا محليًا للإيلخانيين. وعند حل الإيلخانات، وهي دولة خليفة للإمبراطورية المغولية، تحالف علاء الدين آرتين مع الحاكم الجلائري حسن بزرك، الذي ترك علاء الدين آرتين في النهاية ليحكم عندما عاد حسن بزرك شرقًا للاشتباك مع منافسيه الجوبانيين وغيرهم من أمراء المغول. وفي عام 1343 م، أعلن علاء الدين آرتين استقلال ممتلكاته كسلطان. وُصف عهده إلى حد كبير بأنه مزدهر، وتسببت جهوده في الحفاظ على النظام في أن يُعرف باسم كوسي بيغمبر (بالتركية: Köse Peyghamber وتعني 
). توفيت علاء الدين آرتين في عام 1352 م.
كان غياث الدين محمد الأول (ابن علاء الدين آرتين ووالد علي) قد تولى العرش في سن مبكرة وكافح للحفاظ على سلطته على الدولة التي أسسها والده. وعلى الرغم من تفضيله محمدًا في البداية على أخيه الأكبر جعفر، إلا أن أمراءه عزلوه في وقت مبكر من حكمه وحل محله جعفر. وبعد فترة من المنفى، عاد واستعاد حكمه وقتل أخاه. وخلال فترة حكمه، تعامل مع التمردات وخسر الأرض لصالح أمراء التركمان المحليين، وذي القدريين، والعثمانيين. وبعد أن أنهى ثورة وزيره السابق خوجة علي شاه، عاد إلى العاصمة قيصرية، حيث قتله أمراؤه.

## الحياة
وُلِد علي في كانون الثاني 1353 م. وتعلم على يد عبد المحسن القيصري، وهو عالم إسلامي مشهور في ذلك العصر. تُوِّج في سن 13 عامًا، عقب مقتل والده، غياث الدين محمد الأول وبعد وفاة محمد، سيطر الأمراء المحليون على جزء كبير من المنطقة مع حاجي إبراهيم (ابن الوزير السابق خوجة علي شاه) في سيواس، والشيخ نجيب في توكات، وحاجي شادجلدي باشا في أماسية. وغزا القرمان نيغدة وآق سراي، وبدأت القبائل المغولية المحلية في الإخلال بالنظام العام. كان علاء الدين علي معروفًا باهتمامه بالمتعة فقط وافتقر إلى المهارات اللازمة لتوطيد سلطته. كان يحب غلامًا مغوليًّا ويتناول الخمر بانتظام، مما تسبب في تجاهله إلى حد كبير في الأمور السياسية.
في عام 1375 م، عندما كان علي في خضم وليمة في حمامه في قيصرية، استولى القرمان على المدينة بمساعدة قبائل المغول من سمرغار وجايكازان، مما دفع علي إلى الفرار إلى سيواس أو هافيك. حاول القاضي المحلي القاضي برهان الدين صد القرمان على أمل أن يتمكن من المطالبة بقيصرية لنفسه. لكن لم ينجح، وتم القبض عليه عندما كشف علي عن نواياه الحقيقية. بالإضافة إلى ذلك، سيطر ذي القدريون على بينارباشي. إن حاكم سيفاس الأمير حاجي إبراهيم (الذي عقد تحالفًا مع زعيم سامرگر حزير بك) أنقذ بُرهان الدين وسَجَنَ عليًّا بدلاً منه. كما عين حاجي إبراهيم حزير بك حاكمًا لقيصرية وأبقى عليًّا في عزلة في سيواس. على الرغم من إطلاق سراح علي لفترة وجيزة، فقد سُجن مرة أخرى على يد الحاج مقبل، الذي كان مملوكًا (جنديًا عبدًا) للحاج إبراهيم الراحل. حُرر علي على يد برهان الدين في عام 1378 م. وفي حزيران من ذلك العام، عُين برهان الدين وزيرًا من الأمراء من أجل منع ثورة محتملة للفلاحين الساخطين على عدم كفاءة علي.
أرسل القاضي برهان الدين عليًا لاحقًا لقيادة عدة حملات عسكرية. كانت إحداها تهدف إلى إخضاع منافس برهان الدين، حاجي شاد قلدي من أماسية، لكن هذه الحملة باءت بالفشل وعززت نفوذ شاد قلدي في المنطقة. أما الحملة الأخرى، فكانت جهودها لاستعادة نيدة، والتي باءت بالفشل إلى حد كبير باستثناء الاستيلاء على قره حصار. وبعد غارة على التركمان قرب نيدة عام 1379 م، استغل علي وفاة بير حسين أمير إرزنجان، وشن حملة لاستعادة المدينة، لكنها باءت بالفشل أيضًا. توفي علاء الدين علي في كازوفا في آب 1380 م، ولقي حتفه جراء الطاعون في محاولة أخرى لسحق شاد قلدي. نُقل جثمانه إلى توكات، ثم إلى قيصرية. ودُفن في مدرسة قوشق بجانب والده وجده.

## العائلة
كان الابن الوحيد المعروف لعلي هو محمد الثاني جلبي، الذي كان يبلغ من العمر 7 سنوات عندما توفي والده. خضعت الدولة لسيطرة الوصي بسبب صغر سن الوريث. وتصادم الأمراء بمن فيهم شاد قلدي والقاضي برهان الدين على منصب الوصي، وخرج الأخير ناجحًا. أبقى برهان الدين في البداية محمد الثاني جلبي بجانبه في الديوان، على الرغم من أنه في كانون الثاني 1381 م، توقف عن إشراك محمد في مثل هذه الأمور تمامًا. إن مصير محمد غير معروف على وجه التحديد. فكتب مؤرخان في القرنين 14-15 م وهما ابن خلدون وابن حجر العسقلاني أن القاضي برهان الدين قتل محمدًا.
كانت خووند إسلام شاه خاتون إما والدة علي أو قرينته. وُصفت في السجلات بأنها نبيلة ذات شأن في البلاط الآرتيني، حيث طلبت نسخة من العمل التاريخي الإيلخاني "تاريخ جهانشكي غزاني". ويدعم احتمال كونها قرينة علي الإشارة إليه كصاحب أعلى سلطة، أو شاهزاده جهان إلى جانبها خووندغار خاتون، وعبارة "دامت سلطتهما وخلدت عظمتهما". وفي "تاريخ جهانشكي غزاني"، وُصفت أيضًا بأنها "بلقيس العصر والزمان، "وخيرة البنات في إيران"، و"فخر عائلة جنكيز خان العريقة".

## فهرس
- Cahen, Claude (1965). "Eretna". In Lewis, B.; Pellat, Ch.; Schacht, J. (eds.). The Encyclopaedia of Islam, New Edition, Volume II: C–G (بالإنجليزية). Leiden: E. J. Brill. ISBN:90-04-07026-5.
- Çayırdağ, Mehmet (Aug 2000). "Eretnalı Beyliğinin Paraları" [Coinage of the Eretna Principality]. Belleten (بالتركية). Turkish Historical Society. 64 (240): 435–452. DOI:10.37879/belleten.2000.435. ISSN:2791-6472. Archived from the original on 2025-06-02. Retrieved 2023-11-17.
- Göde, Kemal (1995). "Eretnaoğulları". دائرة المعارف الإسلامية التركية، المجلد 11 (Elbi̇stan – Eymi̇r) (بالتركية). إسطنبول: رئاسة الشؤون الدينية التركية، مركز الدراسات الإسلامية. ISBN:978-975-389-438-8.
- Melville، Charles (21 أبريل 2010). Suleiman، Yasir؛ Al-Abdul Jader، Adel (المحررون). "Genealogy and Exemplary Rulership in the Tarikh-i Chingiz Khan". Living Islamic History: Studies in Honour of Professor Carole Hillenbrand. Edinburgh: Edinburgh University Press: 129–150. DOI:10.3366/edinburgh/9780748637386.003.0009. ISBN:9780748637386. OCLC:712995836.
- Sinclair, T. A. (31 Dec 1989). Eastern Turkey: An Architectural & Archaeological Survey (بالإنجليزية). Pindar Press. Vol. II. ISBN:978-0-907132-33-2. OCLC:16887803. Archived from the original on 2023-10-25.
- Uzunçarşılı, İsmail Hakkı (20 Apr 1968). "Sivas - Kayseri ve Dolaylarında Eretna Devleti" [State of Eretna in Sivas - Kayseri and Around]. Belleten (بالتركية). Turkish Historical Association. 32 (126): 161–190. ISSN:2791-6472. Archived from the original on 2025-04-04. Retrieved 2023-10-28.